# Hem-Hardinval

Hem-Hardinval este o comună în departamentul Somme, Franța. În 1 ianuarie 2022 avea o populație de 365 de locuitori.